# Sci di fondo ai XX Giochi olimpici invernali - Inseguimento maschile
Nello sci di fondo ai XX Giochi olimpici invernali la gara a inseguimento maschile sulla distanza di 30 km si disputò il 12 febbraio 2006 sul percorso che si snodava a Pragelato Plan e presero parte alla competizione 76 atleti. Dalle ore 13:45 si disputò la frazione a tecnica classica sulla distanza di 15 km e con un dislivello di 52 m; in seguito si svolse la frazione a tecnica libera, sempre sulla distanza di 15 km ma con un dislivello di 59 m. L'austriaco Martin Tauber, inizialmente accreditato del diciassettesimo tempo (1:17:28,6), è stato in seguito squalificato per doping.
Ai Mondiali dell'anno precedente aveva vinto il francese Vincent Vittoz; a Salt Lake City 2002, dove la gara si era corsa sulla distanza di 10 km + 10 km, la medaglia d'oro era andata a pari merito ai norvegesi Thomas Alsgaard (ritiratosi prima di Torino 2006) e Frode Estil.

## Classifica
| Posizione | Atleta                | Nazione       | Tempo     |
| --------- | --------------------- | ------------- | --------- |
| 1         | Evgenij Dement'ev     | Russia        | 1:17:00,8 |
| 2         | Frode Estil           | Norvegia      | 1:17:01,4 |
| 3         | Pietro Piller Cottrer | Italia        | 1:17:01,7 |
| 4         | Giorgio Di Centa      | Italia        | 1:17:03,2 |
| 5         | Anders Södergren      | Svezia        | 1:17:04,3 |
| 6         | Vincent Vittoz        | Francia       | 1:17:07,5 |
| 7         | Michail Botvinov      | Austria       | 1:17:08,5 |
| 8         | Martin Bajčičák       | Slovacchia    | 1:17:08,7 |
| 9         | Maksim Odnodvorcev    | Kazakistan    | 1:17:09,6 |
| 10        | Lukáš Bauer           | Rep. Ceca     | 1:17:10,1 |
| 11        | Markus Hasler         | Liechtenstein | 1:17:10,9 |
| 12        | Tobias Angerer        | Germania      | 1:17:12,5 |
| 13        | Ivan Babikov          | Russia        | 1:17:17,2 |
| 14        | Jiří Magál            | Rep. Ceca     | 1:17:21,7 |
| 15        | Mathias Fredriksson   | Svezia        | 1:17:23,1 |
| 16        | Fabio Santus          | Italia        | 1:17:25,5 |
| 17        | Tord Asle Gjerdalen   | Norvegia      | 1:17:36,2 |
| 18        | Valerio Checchi       | Italia        | 1:17:37,8 |
| 19        | Kaspar Kokk           | Estonia       | 1:17:50,8 |
| 20        | Sami Jauhojärvi       | Finlandia     | 1:17:58,1 |
| 21        | Martin Koukal         | Rep. Ceca     | 1:18:09,6 |
| 22        | Jens Filbrich         | Germania      | 1:18:38,2 |
| 23        | Johan Olsson          | Svezia        | 1:18:47,9 |
| 24        | Ivan Bátory           | Slovacchia    | 1:18:58,2 |
| 25        | George Grey           | Canada        | 1:19:08,9 |
| 26        | Alexandre Rousselet   | Francia       | 1:19:17,0 |
| 27        | Jan Egil Andresen     | Norvegia      | 1:19:29,8 |
| 28        | Anders Aukland        | Norvegia      | 1:19:30,6 |
| 29        | Andrej Golovko        | Kazakistan    | 1:19:34,3 |
| 30        | Jörgen Brink          | Svezia        | 1:19:35,3 |